# Parafia św. Józefa w Łańcucie
Parafia św. Józefa w Łańcucie – parafia rzymskokatolicka należąca do dekanatu Łańcut II w archidiecezji przemyskiej. 

## Historia
W 1925 roku wieś Podzwierzyniec została przyłączona do miasta Łańcuta. Gdy dzielnica się rozbudowała rozpoczęto starania o utworzenie ośrodka duszpasterskiego. W 1976 roku zakupiono dom prywatny, w którym urządzono punkt katechetyczny i kaplicę. 19 września 1976 roku bp Tadeusz Błaszkiewicz poświęcił kaplicę pw. św. Józefa. Wierni przez pewien czas pilnowali kaplicy przed władzami państwowymi chcącymi ją zająć. 
11 czerwca 1977 roku dekretem bpa Ignacego Tokarczuka została erygowana parafia, z wydzielonego terytorium parafii Łańcut-Fara. W 1985 roku rozpoczęto budowę murowanego kościoła, według projektu arch. inż. Jana Bulszy i inż. Stanisława Moskala. 16 grudnia 1989 roku w kościele została odprawiona pierwsza msza święta. 22 kwietnia 1990 roku bp Ignacy Tokarczuk poświęcił nowy kościół. 
Na terenie parafii jest 3 350 wiernych (w tym: Łańcut - Podzwierzyniec – 2 414, Dębina – 256, Wola Mała – 680).
Parafia posiada kościół filialny w Woli Małej, pw. Niepokalanego Poczęcia Najświętszej Maryi Panny.
Proboszczowie parafii:
1977–2011. ks. prał. Czesław Lech.
2011–2012. ks. Stanisław Guzy.
2012– nadal ks. Alojzy Szwed.

## Terytorium parafii
- Łańcut (Podzwierzyniec) – ulice: Dąbrowskiego, Dębnik, Głuchowska, Kochanowskiego, Kolejowa, Łąkowa, Podzwierzyniec, Reymonta, Turka, Wiejska, Zwierzyniec.
- Dębina.
- Wola Mała.

## Duchowni pochodzący z terenu parafii
- ks Stefan Moskwa (1959 – Wola Mała, 1984 – biskup Przemyśl)
- br. Zbigniew Piotr Daraż (1972 – Wola Mała)
- ks. Bogusław Bembenik (1985)
- ks. Kazimierz Szmuc (1986)
- ks. Leszek Wałczyk (1994)
- o. Adam Szul oblat (1994 – Łańcut)
- o. Jacek Michno (2000)
- ks. Grzegorz Lęcznar (2002)
- ks. Sławomir Wałczyk (2005 – Łańcut)
- ks. Paweł Pomykała (2015)
- ks. Karol Wałczyk (2021)
- ks. Jakub Pomykała (2021 – Łańcut)
- ks. Daniel Pawlak (2021 – Dębina)